# United States Botanic Garden
United States Botanic Garden (USBG) är en botanisk trädgård som ligger i området för United States Capitol Complex i den amerikanska huvudstaden Washington, D.C. Trädgården sköts och drivs av den federala myndigheten Architect of the Capitol sedan 1934. Den grundlades 1820 när USA:s president James Monroe gav Edward Cutbush och lärosätet Columbian Institute for the Promotion of Arts and Sciences 20 000 kvadratmeter stor yta att ha till som en botanisk trädgård. Columbian Institute lades dock ner 1837 på grund av brist på finansiella medel och trädgården var i stort sett i hiatus fram till 1850, när USA övertog den och förvandlade den till landets egna officiella botaniska trädgård.

## Galleri

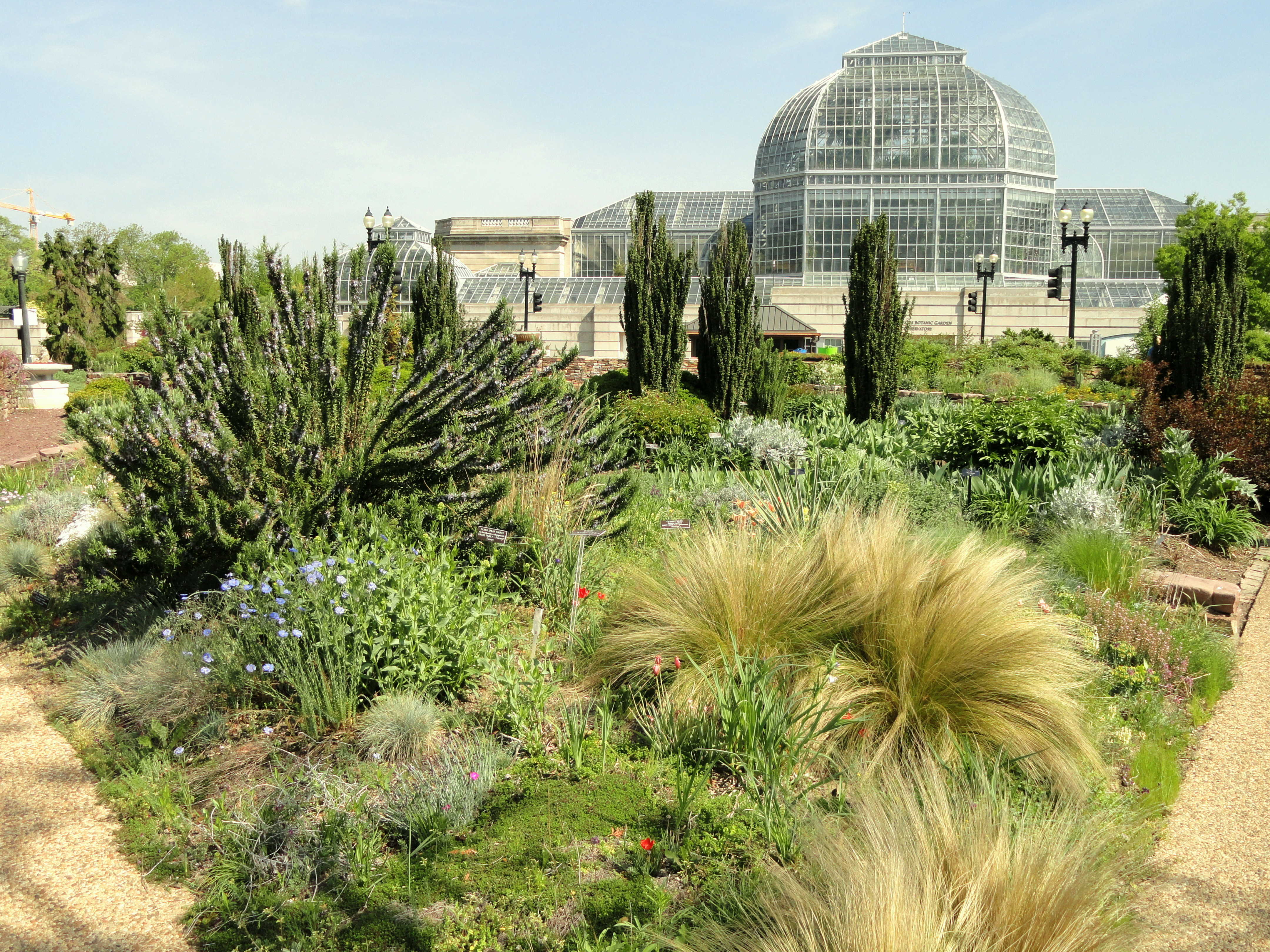
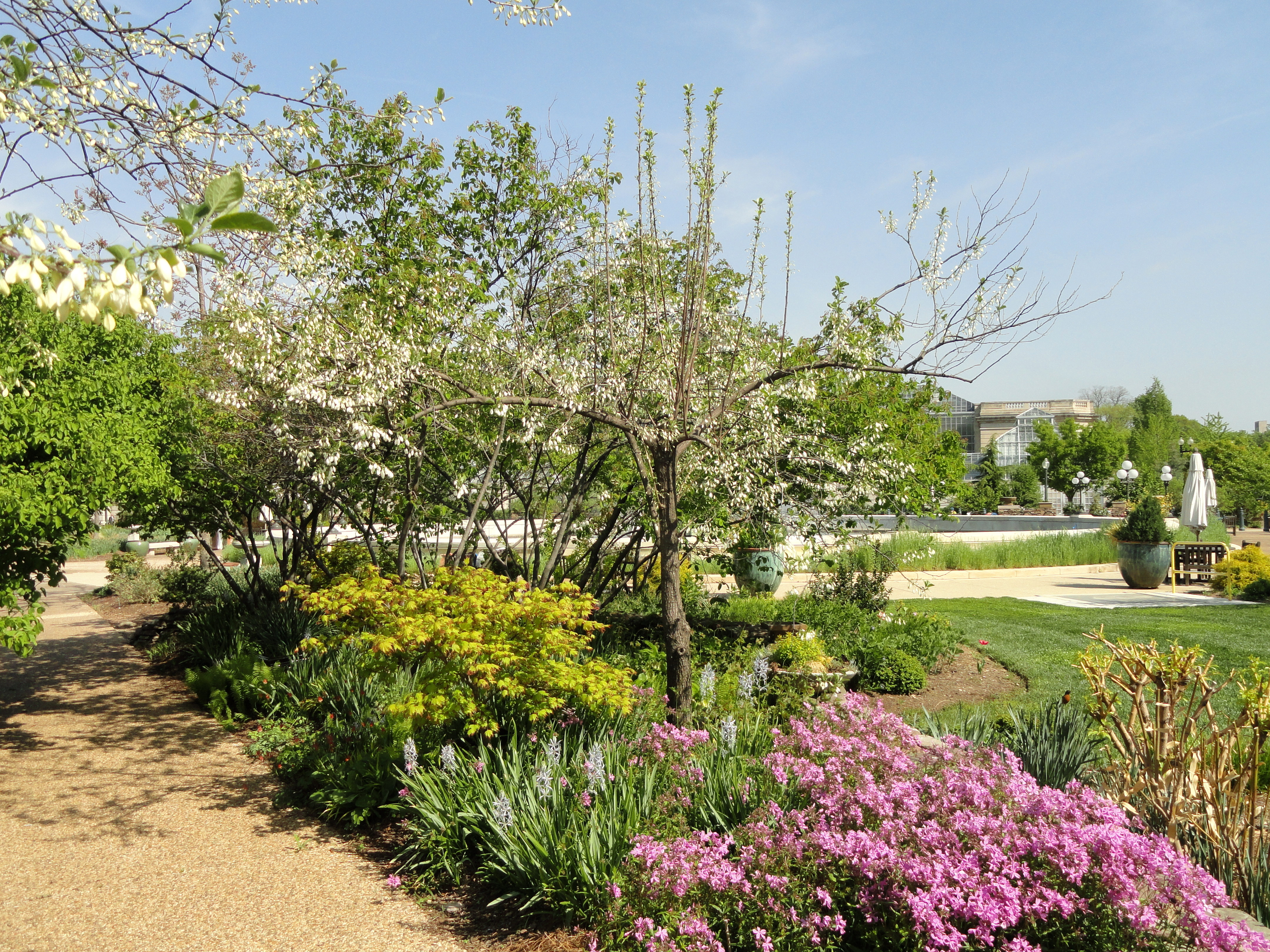
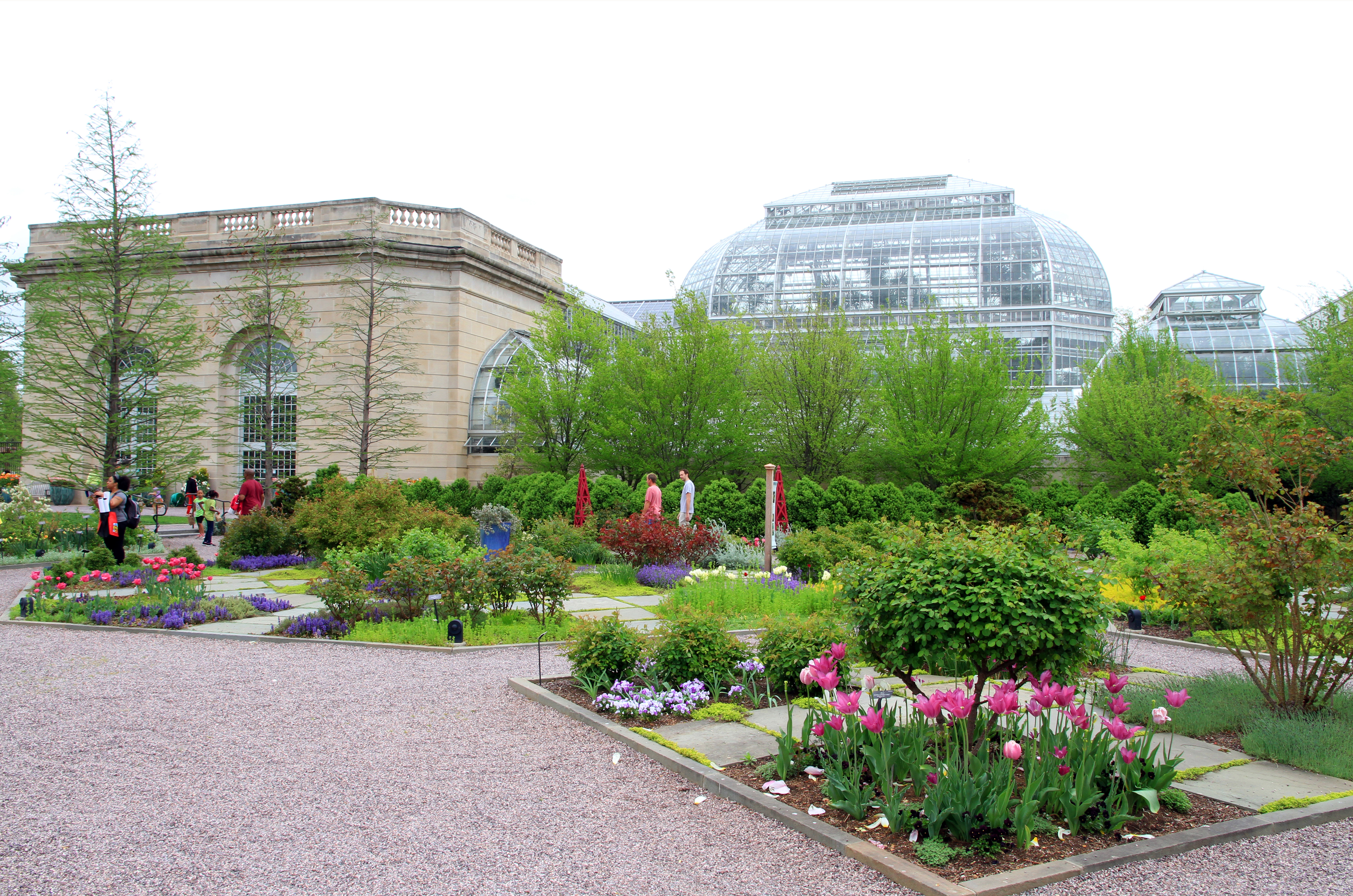

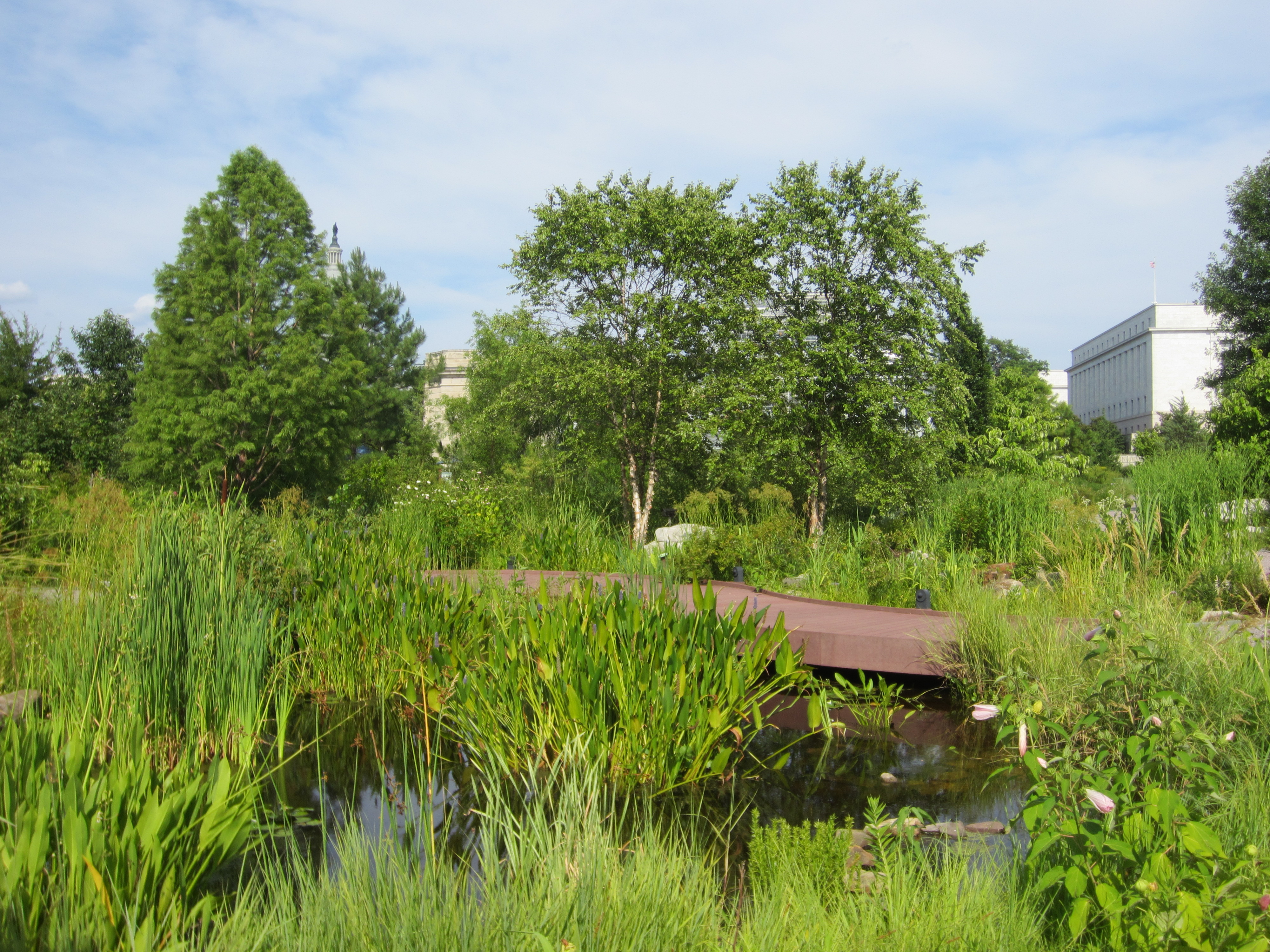
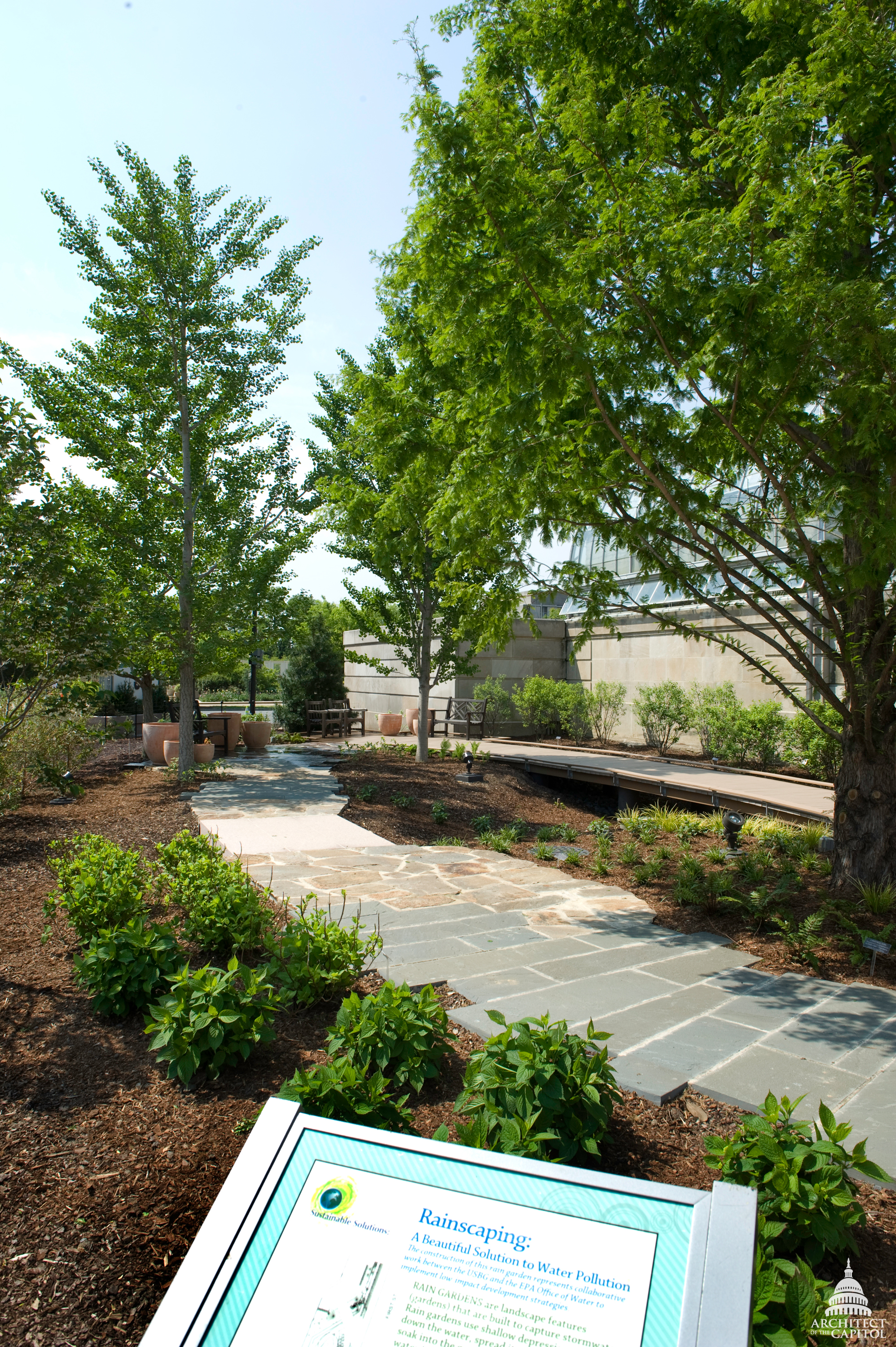
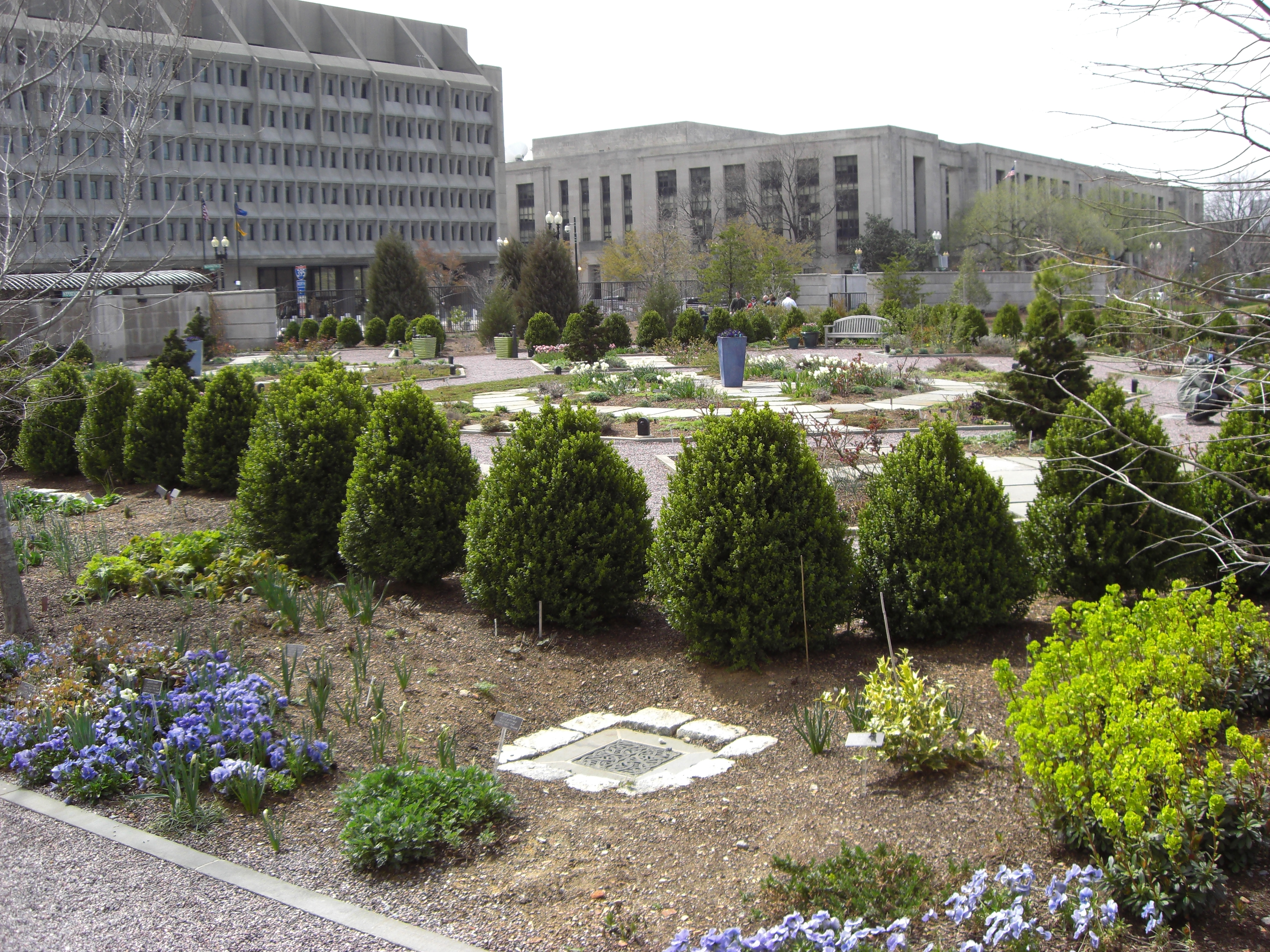
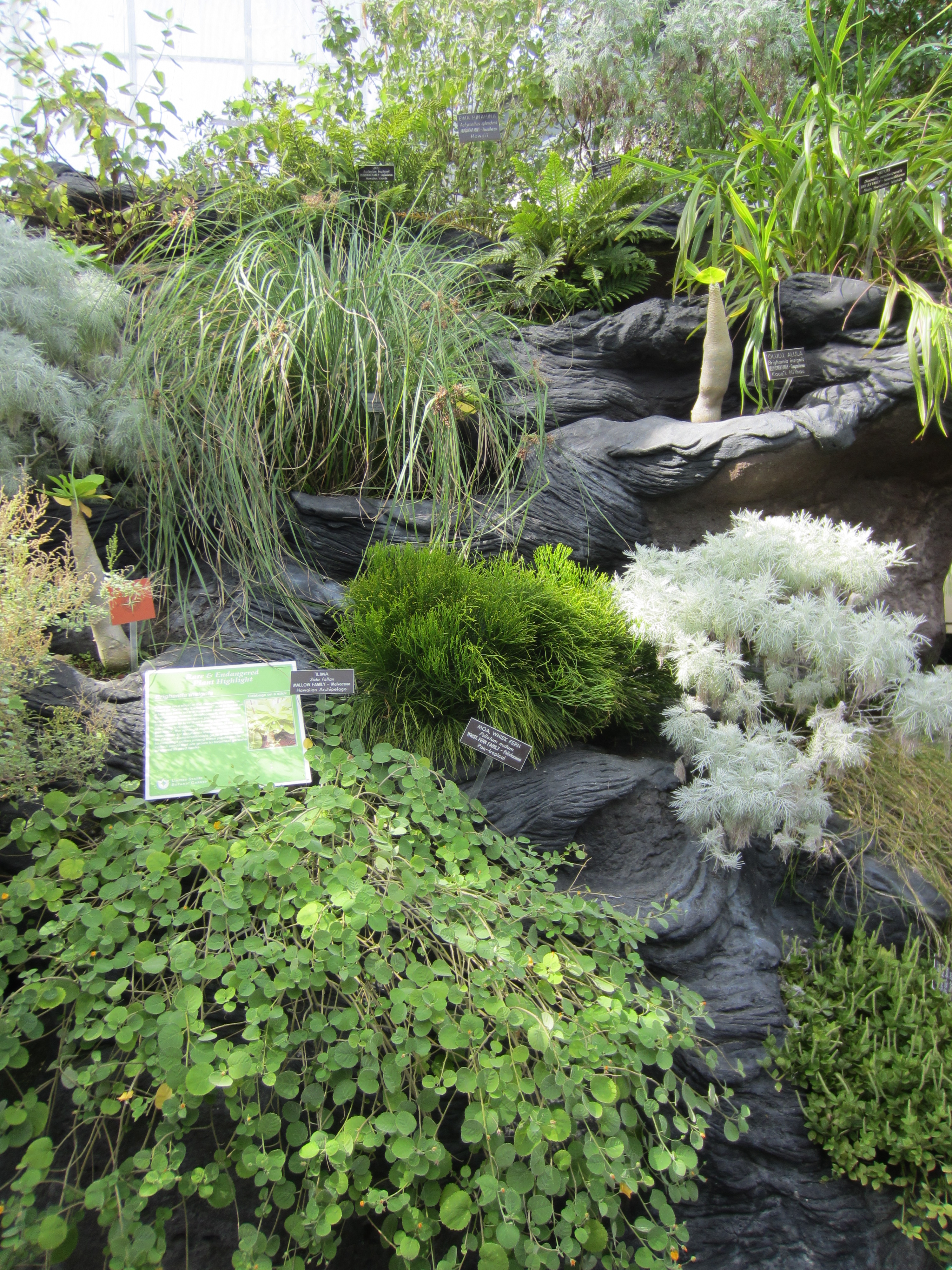

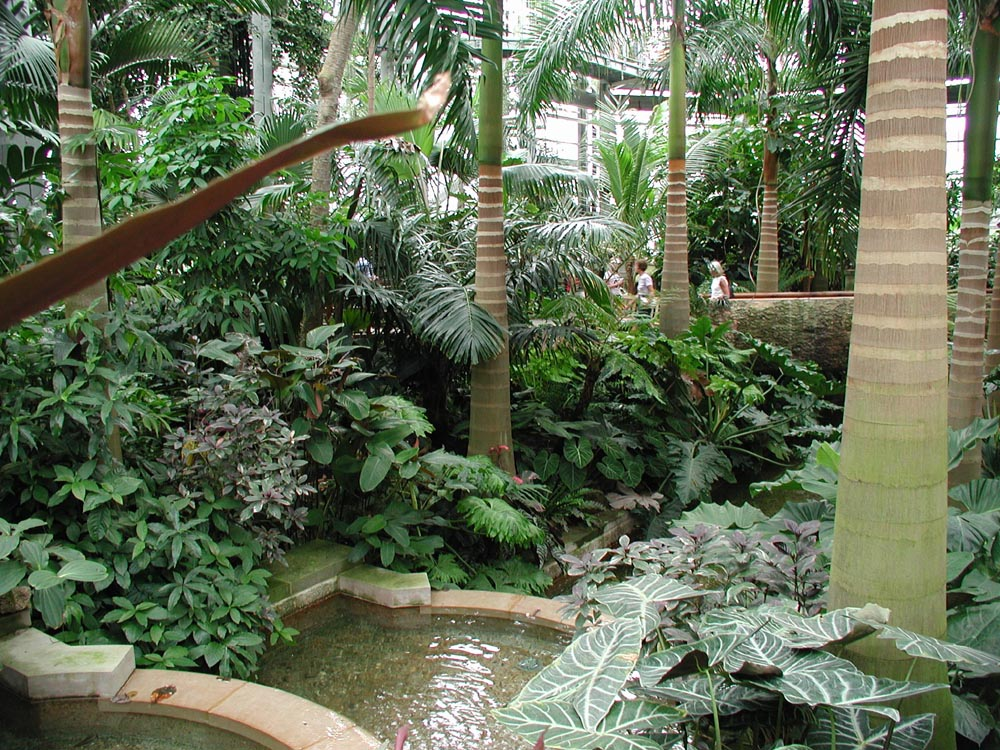
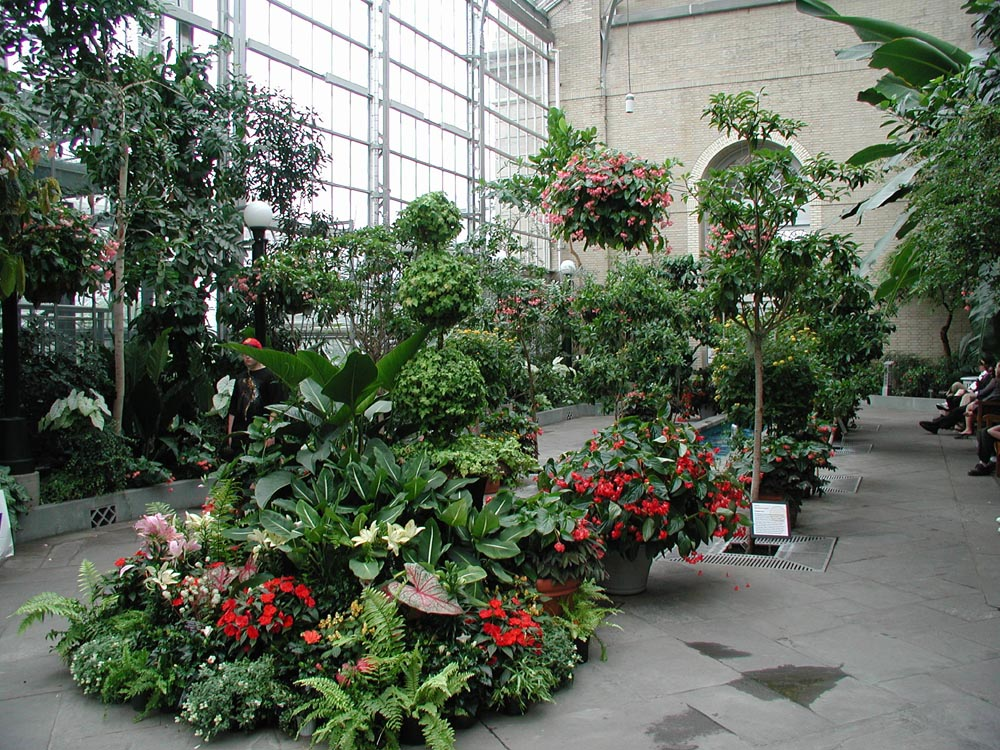
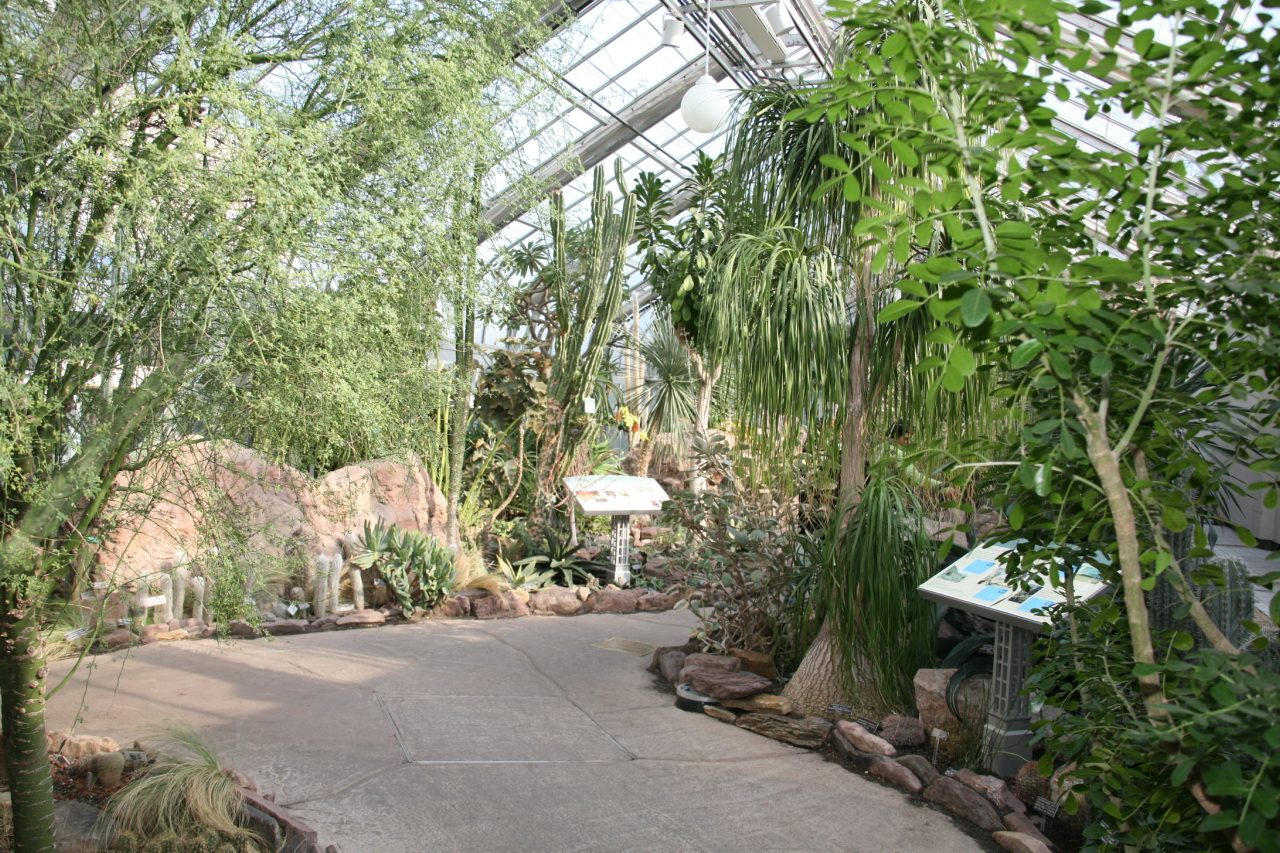